# Christian Workers Party
De Christian Workers Party (CWP) was een Maltese politieke partij. De partij ontstond in 1962, toen de Rooms-Katholieke Kerk de gelovigen verbood om nog langer op de Malta Labour Party (MLP) van Dom Mintoff te stemmen. De secretaris van de MLP, Toni Pellegrini stapte uit de MLP en vormde (gesteund door de Kerk), de Christian Workers Party.
Bij de verkiezingen van 1962 behaalde de CWP 4 zetels. Later stapten twee parlementariërs van de CWP over naar de christendemocratische Partit Nazzjonalista (Nationalistische Partij). Bij de verkiezingen van 1966 behaalde de CWP 6% van de stemmen, maar door het nieuwe kiesstelsel verkreeg de partij geen zetels. Enige tijd daarna werd de partij opgeheven. De meeste van haar leden traden toe tot de Partit Nazzjonalista van George Borg Olivier.